# ساندویچ‌ساز مودم‌اسبی‌باف
ساندویچ‌ساز مودم‌اسبی‌باف کتابی از مهدی رجبی با تصویرگری آمنه اربابون است که در سال ۱۳۹۴ از سوی نشر افق منتشر و در سال ۲۰۱۶ در فهرست کلاغ سفید قرار گرفت.